# 音痴
音痴（おんち、英・Tone deaf）とは、音に対して感覚が鈍い人を指す言葉である。とりわけ歌唱に必要な能力が劣る人を指す言葉で使われ、指摘された人は自覚している場合があるが、感受性（後述）による音痴の場合、他人に指摘されないと分からない場合も見られる。
なお、音楽用語で「音痴」とは「大脳の先天的音楽機能不全（平凡社「音楽大辞典」より）」のことを指す。そのため近年では音楽教育の分野で「調子外れ」という用語が使われることがある。
また、音痴は時に、音の認識に限らず特定の能力が劣る人に対しても使う。

## 定義
一概に音痴と言うと、音程の違いを把握できずにずれてしまう、いわゆるメロディ音痴を指すことが多いが、他に
- リズムが調節できない。いわゆるリズム音痴。
- 声量の調節ができない。
- 音程の維持ができない。
- 特定の音域を出せない。または声が不自然に裏返ったり、声量が突然小さくなったりする。

このようなケースも全てひっくるめて音痴と呼ぶようである。いずれにしても、これらの感覚や能力が劣っていると、歌が拙く聞こえてしまうことが多い。また、実際は歌えるのに、自分の歌声や表に出て歌うこと自体が恥ずかしくて声が出ない人らも音痴と自覚したりすることがある。
ここでは、特に断りがない限りは、音程がずれてしまう音痴を主として解説するものとする。

## 音痴のメカニズム
音痴、すなわち音程がしっかり取れないメカニズムは大きく分けて2種類存在する。
運動性による音痴
これは、本人はしっかりと耳で正しい音程、音階を聞き取れているのに、発声する際に、咽喉の運動や筋肉の緊張、呼吸の乱れなどが原因して音程がずれてしまうという症状である。前述したように恥ずかしくて声が出なくなる場合の音痴も、過度の緊張による喉の筋肉の収縮が原因しているもので、このカテゴリーに属する。このような症状は本人が正しい音階を把握できていることから、ボイストレーニングや声帯訓練などを行えば比較的容易に矯正できる。
感受性による音痴
これは、本人が正しい音程、音階を聞き取れていない場合に発生するものである。この症状は、本人が音程がずれていると判断できていないために、矯正は前者に比べ難しい。正しい音階を何度も聞かせる、などの訓練法が行われる。このケースは大抵、正しい音階を聞く機会が少なかったことによる、経験不足のものと考えられる。しかし、まれに先天的な理由で音感を持たない（耳で聞いた音程を声で再現することが出来ない）場合がある。このケースは音階を感じ取る大脳の異常であり、このタイプの音痴の治療は至って困難である。俳優のジェームズ・ディーンがこのタイプだったと言われている。
しかしながら、多少程度の音のズレならば、そのような人は大抵、音痴とは呼ばれない。音程を寸分の狂いもなく把握することは極めて難しく、カラオケなど素人の遊び程度ならば、多少の音のズレは十分許容範囲と見做されるからである。

## 音痴の派生語
上述したように、音楽に限らず特定の分野に疎い人に対しても使う。例えば、方角把握能力に対しての方向音痴、運動能力に対しての運動音痴、政治分野では外交音痴、機械操作に対しての機械音痴、味覚に対しての味音痴、などがある。どの言葉も音とは無関係であるが、音痴の「音」の字は残される。